# گویا لوپس دا لاگونا
گویا لوپس دا لاگونا (به پرتغالی: Guia Lopes da Laguna) یک منطقهٔ مسکونی در برزیل است که در ماتوگروسو جنوبی واقع شده‌است. گویا لوپس دا لاگونا ۱٫۲۱۰٫۴۷۲ کیلومتر مربع مساحت و ۹٬۸۲۴ نفر جمعیت دارد و ۲۷۲ متر بالاتر از سطح دریا واقع شده‌است.